# Marika
María del Carmen Vila Migueloa, más conocida como Marika  (Barcelona, 16 de julio de 1949) es una ilustradora, historietista y socióloga feminista española.

## Biografía
Tras estudiar Sociología y Dibujo en la Escuela Massana, empezó a realizar ilustraciones para el mercado exterior a través de la agencia Selecciones Ilustradas y en Norma Editorial. En 1973, y aconsejada por Miguel Fuster, se lanzará también a dibujar historietas románticas.
Desde 1977 hasta principios de los años noventa cultiva el cómic de autor en revistas como Troya, Rambla, Butifarra!, El Papus, y otras en las que también ejerce labores de dirección.En esta época publica las series «Noche y día» (1977), «Tango» (1982), «Reflejos» (1983), «Moderna secreta» (1984) y «Mata Hari» (1991).
Desde mediados de los años ochenta trabajó como técnica editorial en Planeta-DeAgostini, participando en varios de los primeros mangas de éxito de la editorial. Ha participado también en producciones de dibujos animados como Mofli, el último koala y campañas publicitarias.
En el año 2000 dirigió el proyecto Iconikas, centrado en la ilustración.En 2009 se licenció en Humanidades y en 2017 defendió su tesis doctoral El cos okupat: iconografies del cos femení com a espai de la transgressió maculina en el còmic, dirigida por Marta Segarra y publicada en 2024 en una edición adaptada. En 2019 publicó con Andreu Martín la novela gráfica Mata Hari, que partía de su serie homónima para la revista Totem. En los últimos años ha comisariado exposiciones y se ha dedicado a la docencia, el activismo feminista y la divulgación.
En 2024 recibió el Gran Premio del Salón del Cómic de Barcelona, el cual contribuyó a fundar a principios de los años ochenta.

## Libros

### Novela gráfica
- Mata Hari (con Andreu Martín) (Isla de Nabumbu, 2019).

### Ensayo
- Desokupar el cuerpo: las voces de las autoras en el cómic español (Mamotilla, 2024).

## Exposiciones
- Feminismes. El cos com a conflicte (CCCB, 2019).
- Amb veu propia: dones cos a cos (Museu del Cómic de Sant Cugat, 2020).
- Cossos que parlen. Les representacions del cos en les autores de còmic. 1910-2022 (Museu d'Art de Cerdanyola, 2024).